# Philippe Sarde
Philippe Sarde (Neuilly-sur-Seine, 21 juni 1948) is een Frans filmcomponist. Hij is de oudere broer van filmproducent Alain Sarde.

## Leven en werk

### Opleiding en eerste stappen in de film- en muziekwereld
Sarde is de zoon van Andrée Gabriel, operazangeres aan de Opéra de Paris. Al heel vroeg woonde hij haar repetities bij. Op vijfjarige leeftijd begon hij onder de hoede van zijn vader en van Georges Auric piano te spelen en wat later harmonie, compositie, fuga en contrapunt te studeren. Tegelijkertijd raakte hij gefascineerd door de wereld van de film en droomde hij al van een leven als cineast. Hij kon echter nog niet kiezen tussen de film en de muziek. In 1965 draaide hij twee zwart-wit korte films die hij zelf van muziek voorzag. Die muziek werd enkele jaren later toevallig door een producer van Claude Sautet opgemerkt.

### Debuut als filmcomponist
Toen Sautet geen beroep kon doen op Georges Delerue, die de filmmuziek had geschreven voor zijn eerste succes, de politiefilm Classe tous risques (1960), vroeg hij Sarde voor de muziek van het romantisch drama Les Choses de la vie (1969). Sarde schreef een partituur voor 70 musici in amper een maand tijd. De film en het liedje La Chanson d'Hélène waren een groot succes.

### Productieve jaren
Pierre Granier-Deferre bewonderde de muziek zodanig dat hij Sarde in twee jaar tijd vier keer om filmmuziek verzocht. (Er zouden nog tien andere samenwerkingen volgden.) Zo werd Les Choses de la vie het startschot van een heel succesrijke carrière waarvan de eerste twintig jaar ontzettend creatief en vruchtbaar waren. Sarde haalde in die periode de ene na de andere nominatie voor de César voor beste filmmuziek binnen en behaalde de prijs ook een keer. 1981 werd zijn topjaar: hij schreef muziek voor twaalf films, waaronder de spectaculaire muziek voor de in het paleolithicum gesitueerde avonturenfilm La Guerre du feu (1981).

### Samenwerkingen
Hij ontpopte zich snel tot een componist die het begrip 'vriendschap' hoog in het vaandel had staan. Er volgde een bij momenten doorlopende samenwerking met een aantal filmregisseurs met wie het klikte en aan wie hij dus trouw bleef. Dat waren enerzijds persoonlijke cineasten die aan een eigen oeuvre bouwden zoals André Téchiné, Jacques Doillon, Bertrand Tavernier, Yves Boisset en Robert Bresson. Anderzijds waren er klassiek geschoolde filmers die traditioneel en populair vakwerk afleverden zoals Pierre Granier-Deferre en Claude Sautet, of regisseurs die in de filmcoulissen ervaring hadden opgedaan, zoals Georges Lautner, Jacques Rouffio en Laurent Heynemann. Marco Ferreri en Roman Polanski waren de twee buitenlandse vrienden met wie hij het liefst samenwerkte.

### Werkwijze
Sarde is een veeleisende muzikale perfectionist. Hij werkte daartoe nauw samen met orkestleider en arrangeur Hubert Rostaing en vroeg beroemde musici of orkesten om hun medewerking. Zo deed hij een beroep op saxofonist Stan Getz (voor Mort d'un pourri), op trompettist Chet Baker (voor Flic ou Voyou), op violist Stéphane Grappelli (voor L'Adolescente) en op het London Symphony Orchestra (voor L'Ours en Lord of the Flies).

### Latere carrière
Sinds het begin van de jaren negentig componeert Sarde opmerkelijk minder. Hij had moeite om zich te herkennen in de Franse film en leek enigszins teleurgesteld door haar gebrek aan kwaliteit. Hij ging enkel nog in op projecten die hem onmiddellijk aanspraken.

### Privéleven
Sarde trad in 1990 in het huwelijk met Florence Nave. Een jaar later scheidde het koppel. In 1994 hertrouwde hij met Clotilde Burrer met wie hij twee dochters kreeg.

## Filmografie
- 1970:
  - Les Choses de la vie (Claude Sautet)
  - La Liberté en croupe (Edouard Molinaro)
- 1971:
  - Max et les ferrailleurs (Claude Sautet)
  - Le Chat (Pierre Granier-Deferre)
  - La Veuve Couderc (Pierre Granier-Deferre)
- 1972:
  - César et Rosalie (Claude Sautet)
  - Le Train (Pierre Granier-Deferre)
  - Le Fils (Pierre Granier-Deferre)
  - Hellé (Roger Vadim)
  - Liza (Marco Ferreri)
- 1973:
  - La Grande Bouffe (Marco Ferreri)
  - Deux hommes dans la ville (José Giovanni)
  - Charlie et ses deux nénettes (Joël Séria)
  - La Valise (Georges Lautner)
- 1974:
  - L'Horloger de Saint-Paul (Bertrand Tavernier)
  - Vincent, François, Paul... et les autres (Claude Sautet)
  - Touche pas à la femme blanche ! (Marco Ferreri)
  - La Race des seigneurs (Pierre Granier-Deferre)
  - Les Seins de glace (Georges Lautner)
  - Lancelot du Lac (Robert Bresson)
- 1975:
  - Sept morts sur ordonnance (Jacques Rouffio)
  - Adieu poulet (Pierre Granier-Deferre)
  - The Tenant (of Le Locataire) (Roman Polanski)
  - Les Galettes de Pont-Aven (Joël Séria)
  - Un sac de billes (Jacques Doillon)
- 1976:
  - Le Juge et l'Assassin (Bertrand Tavernier)
  - Barocco (André Téchiné)
  - Le Juge Fayard dit Le Shériff (Yves Boisset)
  - Mado (Claude Sautet)
  - On aura tout vu (Georges Lautner)
- 1977:
  - Violette et François (Jacques Rouffio)
  - Un taxi mauve (Yves Boisset)
  - Mort d'un pourri (Georges Lautner)
  - Le Diable probablement (Robert Bresson)
  - Comme la lune (Joël Séria)
  - Le Crabe-tambour (Pierre Schoendoerffer)
  - La Vie devant soi (Moshé Mizrahi)
  - Des enfants gâtés (Bertrand Tavernier)
- 1978:
  - Rêve de singe (Marco Ferreri)
  - Une histoire simple (Claude Sautet)
  - Les Sœurs Brontë (André Téchiné)
  - Flic ou Voyou (Georges Lautner)
  - Ils sont fous ces sorciers (Georges Lautner)
  - Le Sucre (Jacques Rouffio)
  - Passe montagne (Jean-François Stévenin)
- 1979:
  - Buffet froid (Bertrand Blier)
  - L'Adolescente (Jeanne Moreau)
  - Loulou (Maurice Pialat)
  - Pipicacadodo (Marco Ferreri)
  - Tess (Roman Polanski)
  - Chère inconnue (Moshé Mizrahi)
  - Le Toubib (Pierre Granier-Deferre)
- 1980:
  - Le Guignolo (Georges Lautner)
  - La Femme flic (Yves Boisset)
  - Est-ce bien raisonnable ? (Georges Lautner)
  - Un mauvais fils (Claude Sautet)
- 1981:
  - Allons z'enfants (Yves Boisset)
  - Il faut tuer Birgit Haas (Laurent Heynemann)
  - Une étrange affaire (Pierre Granier-Deferre)
  - Coup de torchon (Bertrand Tavernier)
  - Beau-père (Bertrand Blier)
  - Les Ailes de la colombe (Benoît Jacquot)
  - Hôtel des Amériques (André Téchiné)
  - La Guerre du feu (Jean-Jacques Annaud)
  - Storie di ordinaria follia (Marco Ferreri)
  - Le Choix des armes (Alain Corneau)
  - Ghost Story (John Irvin)
  - La Nuit ensoleillée (Patrick Segal)
- 1982:
  - L'Étoile du Nord (Pierre Granier-Deferre)
  - J'ai épousé une ombre (Robin Davis)
  - Mille milliards de dollars (Henri Verneuil)
  - Que les gros salaires lèvent le doigt! (Denys Granier-Deferre)
  - Le Choc (Robin Davis)
  - L'Honneur d'un capitaine (Pierre Schoendoerffer)
- 1983:
  - Attention ! Une femme peut en cacher une autre (Georges Lautner)
  - Garçon! (Claude Sautet)
  - Lovesick (Marshall Brickman)
  - Premiers désirs (David Hamilton)
  - Stella (Laurent Heynemann)
  - L'Ami de Vincent (Pierre Granier-Deferre)
  - Une jeunesse (Moshé Mizrahi)
- 1984:
  - Joyeuses Pâques (Georges Lautner)
  - La Garce (Christine Pascal)
  - La Pirate (Jacques Doillon)
  - Fort Saganne (Alain Corneau)
- 1985:
  - Le Cowboy (Georges Lautner)
  - Hors la loi (Robin Davis)
  - Rendez-vous (André Téchiné)
  - Joshua Then and Now (Ted Kotcheff)
  - Ça n'arrive qu'à moi (Francis Perrin)
  - Harem (Arthur Joffé)
  - La Tentation d'Isabelle (Jacques Doillon)
  - L'Homme aux yeux d'argent (Pierre Granier-Deferre)
- 1986:
  - Pirates (Roman Polanski)
  - Cours privé (Pierre Granier-Deferre)
  - I love you (Marco Ferreri)
  - Le Lieu du crime (André Téchiné)
  - The Manhattan Project (Marshall Brickman)
  - Mon beau-frère a tué ma sœur (Jacques Rouffio)
  - Every Time We Say Goodbye (Moshé Mizrahi)
  - L'état de grâce (Jacques Rouffio)
- 1987:
  - Les mois d'avril sont meurtriers (Laurent Heynemann)
  - Comédie! (Jacques Doillon)
  - Ennemis intimes (Denis Amar)
  - Les Deux Crocodiles (Joël Séria)
  - Funny Boy (Christian Le Hemonet)
  - De guerre lasse (Robert Enrico)
  - Les Innocents (André Téchiné)
- 1988:
  - La Maison assassinée (Georges Lautner)
  - Noyade interdite (Pierre Granier-Deferre)
  - Mangeclous (Moshé Mizrahi)
  - Quelques jours avec moi (Claude Sautet)
  - L'Ours (Jean-Jacques Annaud)
  - La Maison de jade (Nadine Trintignant)
  - La Couleur du vent (Pierre Granier-Deferre)
- 1989:
  - L'Invité surprise (Georges Lautner)
  - Hiver 54, l'abbé Pierre (Denis Amar)
  - Reunion (Jerry Schatzberg)
  - Lost Angels (Hugh Hudson)
  - Chambre à part (Jacky Cukier)
  - Music Box (Costa-Gavras)
- 1990:
  - La Baule-les-Pins (Diane Kurys)
  - Lord of the Flies (Harry Hook)
  - Le Petit Criminel (Jacques Doillon)
  - Faux et usage de faux (Laurent Heynemann)
  - La Fille des collines (Robin Davis)
  - Lung Ta, les cavaliers du vent (M. Jaoul de Poncheville & F.C. Giercke, muzikaal raadgever bij de documentaire)
- 1991:
  - La Tribu (Yves Boisset)
  - Pour Sacha (Alexandre Arcady)
  - La Vieille qui marchait dans la mer (Laurent Heynemann)
  - J'embrasse pas (André Téchiné)
- 1992:
  - L.627 (Bertrand Tavernier)
  - Room service (Georges Lautner)
  - Le Jeune Werther (Jacques Doillon)
  - Max et Jérémie (Claire Devers)
  - L'Envers du décor (Robert Salis) (Document)
- 1993:
  - La Petite Apocalypse (Costa-Gavras)
  - Ma saison préférée (André Téchiné)
  - Taxi de nuit (Serge Leroy)
  - Poisson-lune (Bertrand Van Effenterre)
- 1994:
  - La Fille de d'Artagnan (Bertrand Tavernier)
  - Le fils préféré (Nicole Garcia)
- 1995:
  - Dis-moi oui (Alexandre Arcady)
  - Nelly et Monsieur Arnaud (Claude Sautet)
  - Le Petit Garçon (Pierre Granier-Deferre)
- 1996:
  - Les Voleurs (André Téchiné)
  - Ponette (Jacques Doillon)
  - Lucie Aubrac (Claude Berri)
- 1997:
  - Le Bossu (Philippe de Broca)
  - K (Alexandre Arcady)
  - Un frère (Sylvie Verheyde)
- 1998:
  - Je suis vivante et je vous aime (Roger Kahane)
  - Alice et Martin (André Téchiné)
- 1999: Princesses (Sylvie Verheyde)
- 2000:
  - Là-bas... mon pays (Alexandre Arcady)
  - Mademoiselle (Philippe Lioret)
- 2001: Sister Mary explains it all (Marshall Brickman)
- 2002:
  - Same player, shoot again (Jean Berthier)
  - Entre chiens et loups (Alexandre Arcady)
- 2003:
  - Le Mystère de la chambre jaune (Bruno Podalydès)
  - Raja (Jacques Doillon)
  - Les Égarés (André Téchiné)
- 2004: Les Sœurs fâchées (Alexandra Leclère)
- 2005: Le Parfum de la dame en noir (Bruno Podalydès)
- 2006:
  - Je m'appelle Elisabeth (Jean-Pierre Améris)
  - Le Grand Meaulnes (Jean-Daniel Verhaeghe)
- 2007: Les témoins (André Téchiné)
- 2009:
  - La Fille du RER (André Téchiné)
  - Streamfield, les carnets noirs (Jean-Luc Miesch)
- 2010:
  - Le Mariage à trois (Jacques Doillon)
  - La Princesse de Montpensier (Bertrand Tavernier)
- 2013: Quai d'Orsay (Bertrand Tavernier)
- 2015: Les Deux Amis (Louis Garrel)
- 2017: Rodin (Jacques Doillon)

## Prijzen en nominaties

### Prijzen
- 1977 - Barocco : César voor beste filmmuziek
- 1986 - Grand Prix national du cinéma
- 1993 - Joseph Plateauprijs (Muziek Award) op het Film Fest Gent

### Nominaties
- 1977 - Le Juge et l'Assassin : César voor beste filmmuziek
- 1978 - Le Crabe-tambour : César voor beste filmmuziek
- 1979 - Une histoire simple : César voor beste filmmuziek
- 1980 - Tess : César voor beste filmmuziek
- 1981 - Tess : Oscar voor beste originele muziek
- 1982 - La Guerre du feu : César voor beste filmmuziek
- 1985 - Joshua Then and Now : Genie voor beste originele muziek
- 1988 - Les Innocents : César voor beste filmmuziek
- 1988 - L'Ours op de Victoires de la musique
- 1995 - La Fille de d'Artagnan : César voor beste filmmuziek
- 1996 - Nelly et Monsieur Arnaud : César voor beste filmmuziek
- 1998 - Le Bossu : César voor beste filmmuziek
- 2011 - La Princesse de Montpensier : César voor beste filmmuziek

- Biblioteca Nacional de España: XX1153816
- Bibliothèque nationale de France: cb13899410d (data)
- CiNii: DA13512388
- Gemeinsame Normdatei: 134507363
- International Standard Name Identifier: 0000 0001 2130 5530
- Library of Congress Control Number: n82132923
- MusicBrainz: 0ac4021c-ccbc-4a86-a565-83364ef51e42
- Nationale Bibliotheek van Tsjechië: xx0168251
- Nationale Bibliotheek van Israël: 987007324755505171
- Nederlandse Thesaurus van Auteursnamen: 070844542
- SNAC: w6t15vd7
- Système universitaire de documentation: 058576967
- Virtual International Authority File: 44486339
- WorldCat: E39PBJyCJDtQxbQyKRBM9RFHYP